# Alan Dershowitz
Alan Morton Dershowitz (Brooklyn, 1 september 1938) is een Amerikaanse advocaat en academicus.
Hij begon zijn carrière als docent aan de Harvard Law School, waar hij in 1967, op 28-jarige leeftijd, de jongste hoogleraar in de geschiedenis werd. Hij doceerde aan Harvard tot zijn pensionering als hoogleraar in december 2013.
Dershowitz is betrokken geweest bij verschillende spraakmakende rechtszaken, onder meer als lid van het verdedigingsteam voor het afzettingsproces van Donald Trump. Als strafrechtadvocaat/juridisch adviseur werkte hij ook voor een aantal bekende klanten, onder wie Mike Tyson, Jeffrey Epstein, Julian Assange en Harvey Weinstein. Zijn meest bekende zaak was waarschijnlijk het proces tegen O.J. Simpson, die verdacht werd van een dubbele moord in 1995.

## Band met Jeffrey Epstein
Na een onderzoek van de FBI naar seksueel strafbare gedragingen met minderjarigen, werd in 2007 een akte van beschuldiging opgesteld tegen Jeffrey Epstein. In 2008 maakte Alan Dershowitz deel uit van een juridisch team dat een deal regelde voor Epstein. In deze deal bekende Epstein schuld in ruil voor slechts 18 maanden cel. Ook betekende de deal immuniteit tegen vervolging voor alle handlangers van Epstein, al dan niet benoemd (non-prosecution agreement, NPA). Deze deal is altijd zeer controversieel gevonden en slachtoffers begrepen niet waarom de aanklager, Alexander Acosta, ermee akkoord ging. In de Netflix-documentaire "Jeffrey Epstein: Filthy Rich" (2020) wordt Alan Dershowitz zelf ook door een vrouw beschuldigd van verkrachting. Hijzelf ontkent de vrouw ooit ontmoet te hebben.

## Vete met Norman Finkelstein
Norman Finkelstein heeft met zijn boek Beyond Chutzpah: On the Misuse of Anti-Semitism and the Abuse of History (letterlijk: Na Gotspe: over het misbruik van antisemitisme en het misbruik van de geschiedenis) scherpe kritiek geuit op Dershowitz' The Case for Israel (De Zaak Israël). Finkelstein valt met zijn kritiek zowel de inhoud van dat boek als de persoonlijke integriteit van Dershowitz aan en beschuldigt hem van fraude, falsificaties en plagiaat. Volgens Finkelstein heeft Dershowitz geen goed onderzoek verricht en schrijft hij zijn bronnen zo letterlijk over - zonder bronvermelding volgens de wetenschappelijke regels - dat zelfs fouten worden overgenomen. Omdat de beschuldigingen niet bewezen bleken moest Finkelstein zijn beschuldigingen van plagiaat en fraude intrekken. Hoewel Dershowitz de bronnen noemt (in een referentie), worden de aangehaalde teksten niet als citaat in zijn boek gepresenteerd.
De scherpe kritiek van Finkelstein op Dershowitz' boek was in de VS al in 2003 uitgelopen op een grote rel. Een rechtstreekse confrontatie tussen Finkelstein en Derschowitz werd op de Amerikaanse televisie uitgezonden. Dershowitz lanceerde later met succes een campagne om de vaste aanstelling van Finkelstein als hoogleraar te blokkeren.

## Fouzi El-Asmar
El-Asmar (1937-2013), een Palestijns dichter uit een christelijke Palestijnse familie, die in 1948 uit hun huis in Lydda was verdreven, werd later valselijk door de staat Israël beschuldigd van terrorisme. Hij kreeg vanwege zijn kritiek op de behandeling door die staat van haar Palestijnse burgers administratieve detentie opgelegd en daarna huisarrest. Vanaf begin jaren ’70 woonde hij in de VS.
Tijdens zijn detentie kreeg hij in 1969 in de gevangenis bezoek van een Amerikaan, Alan Dershowitz, die "zich voordeed als een progressief geleerde" die de problematiek van administratieve detentie wilde bestuderen. Na het gesprek wenste hij Fouzi , die hem twee gedichten meegaf, een spoedige vrijlating. Echter eenmaal vrij las deze later in "Commentary", een Amerikaans-Joods maandblad, Dershowitz’ artikel "met allerlei leugens en verdachtmakingen". Zo noemde hij administratieve detentie gerechtvaardigd en noemde hij El-Asmar een  "leider van een moordenaarsbende". Dershowitz, die noch Hebreeuws noch Arabisch kende, baseerde zich, volgens El-Asmar, op een brief die het hoofd van een veiligheidsdienst hem had laten lezen. Deze brief kwam nooit boven water ook niet toen een openbare aanklager daar later om gevraagd had.
Volgens El-Asmar heeft Dershowitz zich door Israël laten gebruiken op een moment dat administratieve detentie in het Westen sterk bekritiseerd werd, bv. door Amnesty International.

## NGO Monitor
Alan Dershowitz maakt deel uit van het Internationale Adviesraad van NGO Monitor.